# Okej

Okej, O.K. ili OK (енгл. okay ) reč je koja najverovatnije potiče iz angloameričkog engleskog jezika. Njeno preneseno značenje je sve je u redu. Izraz se smatra jednim od najpopularnijih na svetu, a koristi se u mnogim jezicima, uključujući srpskom. Poreklo ove reči nije sasvim poznato. Postoji veliki broj manje ili više uverljivih teorija.
Gestikulacija reči OK prstima se iskazuje tako što palac i kažiprst formiraju krug. Međutim to se u raznim svetskim regijama različito tumači. U južnoj Americi ovaj gest može imati uvrjedljiv ili vulgaran značaj. 

## Istorija termina
Prvo poznato pismeno korišćenje OK-a se dogodilo u Boston morning postu 23. marta 1839. u rečenici: 
Razlog, da se all correct ne piše skraćenicom AC nego OK potiče iz mode tih godina. Namerno pravopisno netačno napisane skraćenice oll korekt, kao i KY za no use (know yuse) — nema svrhe ili KG za  — ne ide.

### Teorije o poreklu
Nastanak skraćenice nije tačno poznat. Sve interpretacije prvo moraju uzeti u obzir dokaze iz 1839. Postoje između ostalog sledeće interpretacije:
- vezano za sjevernoameričku vojsku dolazi teorija za „o. K“ koja služi kao skraćenica za Known order“, rutinsku potvrdu za određenu naredbu.
- Drugo objašnjenje takođe dolazi iz područja vojske: prema tom tumačenju OK stoji za zero(0) killed“ (nula ubijenih).
- Nedostatak pravopisnih veština objašnjava nastanjenje OK-a pričom iz vremena stizanja doseljenika. Koji su na pitanja carinika da li je prtljag u redu, odgovarali sa all clear(oll klear), odnosno skraćenicom „ok“.
- je bio nadimak američkog predsednika Martin van Bјurena (1837-1841), za čije je ime korišćena skraćenica OK.
- Još jedan odgovor na pitanje o poreklu dolazi iz zapadne Afrike. Prema kome su robovi donijeli u Ameriku taj izraz. Ova pretpostavka se temelji na rezultatima istraživanja David Dalby-ja. On je otkrio da u zapadnoafričkim jeziku Wolof postoji reč „woukay“ što znači dobar.
- Mogućnost postoji i da OK stoji za skraćenicu by Order of the King (sr. „po naređenju kralja“).

## Literatura
- Beath, Paul R. (1946). 'O.K.' in radio sign language. American Speech, 21 (3), 235.
- Cassidy, Frederic G. (1981). OK — is it African?. American Speech, 58 (4), 269–273.
- Dalby, David. (1971, January 8). O.K., A.O.K. and O KE. New York Times, pp. L-31/4-6.
- Degges, Mary. (1975). The etymology of OK again. American Speech, 50 (3/4), 334–335.
- Eubanks, Ralph T. (1960). The basic derivation of 'O.K.' American Speech, 35 (3), 188–192.
- Greco, Frank A. (1975). The etymology of OK again. American Speech, 50 (3/4), 333–334.
- Heflin, Woodford A. (1941). 'O.K.,' but what do we know about it?. American Speech, 16 (2), 87–95.
- Heflin, Woodford A. (1962). 'O.K.' and its incorrect etymology. American Speech, 37 (4), 243–248.
- Levin, Harry; & Gray, Deborah. (1983). The Lecturer's OK. American Speech, 58 (3), 195–200.
- Matthews, Albert. (1941). A note on 'O.K.'. American Speech, 16 (4), 256–259.
- Mencken, H. L (1936). The American language. стр. 206–207. (4th ed.). New York: Knopf.
- Mencken, H. L. (1942). 'O.K.,' American Speech. 1840., 17 (2), 126–127.
- Mencken, H. L (1945). The American language: Supplement I. (pp. 269–279). New York: Knopf.
- Mencken, H. L. (1949, October 1). The life and times of O.K. New Yorker. стр. 57–61.
- McMillan, James B. (1942). 'O.K.,' a comment. American Speech, 17 (2), 127.
- Pound, Louise. (1942). Some folk-locutions. American Speech, 17 (4), 247–250.
- Pound, Louise. (1951). Two queries: Usages of O.K. American Speech, 26 (3), 223.
- Pyles, Thomas. (1952). 'Choctaw' okeh again: A note. American Speech, 27 (2), 157–158.
- Read, Allen W. (1941, July 19). The evidence on O.K.. Saturday Review of Literature. стр. 3–4, 10–11.
- Rife, J. M. (1966). The early spread of "O.K." to Greek schools. American Speech, 41 (3), 238.
- Wait, William B. (1941). Richardson's 'O.K.' of American Speech. 1815., 16 (2), 85–86, 136.
- Walser, Richard. (1965). A Boston "O.K." poem in American Speech. 1840., 40 (2), 120–126.
- Weber, Robert. (1942). A Greek O.K. American Speech, 17 (2), 127–128.
- Webster's Dictionary of English Usage, Merriam-Webster, 1989.

}-

## Spoljašnje veze
- Reč OK puni 175 godina („Blic“, 22. mart 2014)